# Puigmal
|  | Aquest article tracta sobre la muntanya entre Núria i Er. Vegeu-ne altres significats a «Puigmal (mitologia)». |

El Puigmal (anomenat també Puigmal d'Er per contraposició al Puigmal de Llo i al Puigmal de Segre) és una muntanya del Pirineu Oriental (2.909,8 msnm) situada entre la comuna d'Er, a l'Alta Cerdanya, i el municipi de Queralbs, al Ripollès.
Està situat entre els termes municipal de Queralbs, de la comarca del Ripollès i comunal d'Er, de la de l'Alta Cerdanya). S'alça com el més alt i occidental dels cims que configuren l'anomenada Gran Olla, que rodeja la Vall de Núria.
És la muntanya més alta de la regió de l'Alt Ter i és la segona muntanya més alta de la província de Girona, després del Puigpedrós, i la tercera després d'aquest i del Carlit, del Pirineu Oriental. Aquest cim està inclòs al llistat dels 100 cims de la FEEC.
És un pic ample i arrodonit, i la seva ascensió és senzilla si les condicions climàtiques no són molt adverses. Al seu cim hi ha una creu de ferro forjat i una placa amb versos de Mossèn Cinto Verdaguer:
«De puig en puig pel coll de Finestrelles
s'enfilen del Puigmal a l'alta cima
tota la terra que el meu cor estima
des d'ací es veu en serres onejar».

## Rutes

### Ruta clàssica
Comença a Queralbs (1.236 m) des d'on s'agafa el Camí Vell o Camí dels Peregrins (GR-11) que, en aproximadament dues hores i mitja, ens conduirà fins al Santuari de Núria. El camí discorre zigzaguejant sobretot entre rouredes i amb un sotabosc de falgueres en les zones més humides. Ja més amunt, trobem torrents que discorren formant gorges entre grans parets rocoses. Si es prefereix també es pot agafar el cremallera de Núria, inaugurat el 1931.
Des del santuari, començarem un camí senzill en direcció oest travessant el bosc de Sant Gil, des d'on seguirem el curs del torrent endinsant-nos a la coma de l'Embut i arribant finalment a un pluviòmetre. A partir d'aquí el camí es torna més rocós, amb el pendent més pronunciat, i s'ha de superar una feixuga tartera. Un cop arribats a la creu del cim haurem fet pràcticament 1.000 metres de desnivell des del Santuari de Núria en unes dues hores. Tot baixant es pot contemplar la vall de Núria i, al fons de tot, entre comes i suaus pendents, el santuari de Núria, on destaca el seu estany.

### Ruta des de Fontalba
Des de Queralbs s'agafa la pista que porta a Fontalba (d'uns 11 km) Des d'allí se surt per una carena herbada fins al Cim de la Dou a uns 2.454 metres. Després d'una llarga aproximació en direcció nord-oest, a tocar el cim del Borrut, des d'allí cal resseguir la carena i enfilar amunt per un camí força pedregós. Finalment s'arriba al tram final de l'ascensió i es corona després d'unes dues hores.
Hi ha moltes rutes per escollir, i sobretot possibles variacions a l'hora d'ascendir. També hi ha la ruta que puja des d'Er per una pista, en certes zones pavimentada, fins als 2.200 metres. Un cop allí desapareixen els arbres i el camí enfila amb rampes dures i pedregoses que porten fins al cim.

### Ruta des del Collet de les Barraques

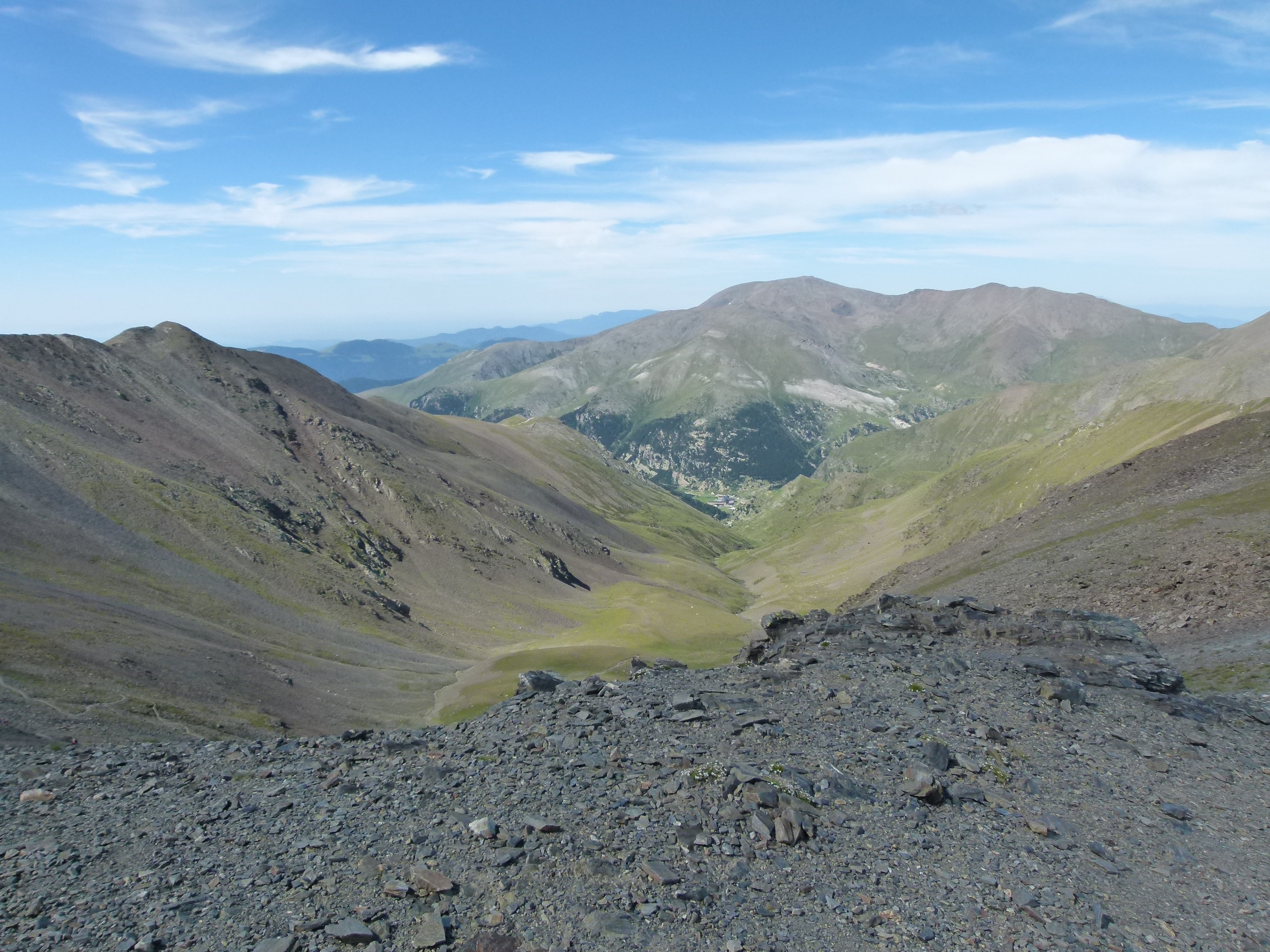
Torrent de Noucreus, Vall Núria i Puigmal

Des de Planoles s'agafa una carretera que en 9 quilòmetres ens durà a 1.895 metres d'altitud, al Collet de les Barraques, tenim el Puigmal enfront nostre. Allà seguint el filat del bestiar (nord-oest) per la banda sud i carenejant entre el bosc, de seguida trobarem senyals de recorregut local (blancs-verds) que venen de Planoles seguint el camí de Núria (amb senyals blancs-grocs) que continua, travessant el filat que seguim, nosaltres no el travessem i continuant arribarem a una clariana, estem a Roc Blanc, poc després sortirem del bosc al pla dels Ventolanesos. Davant nostre tenim la serra de la Vacarissa o d'Estremera que seguirem en direcció nord, passarem per la barraca del Teixidor, les pedres de la qual es varen fer servir per fer unes torretes per posar els detectors de vent, quan allí s'hi tiraven amb paravents, davant tenim una costa, que és el tros que més puja, passada aquesta ja és més planer, arribarem al Pas dels Lladres a 2.540 metres. Haurà estat 1h i mitja. Ara seguirem la pista cap a la nostra dreta, o ens enfilem pel tossal del Pas, voltant el tossal del Pas dels Lladres, travessarem les pistes d'esquí, que es muntaren fins al tossal el 2003. Quan s'acabi a tocar el Puig d'Er, continuarem per la carena i sense pèrdua fins a situar-nos davant l'última pujada (1 horeta), seguirem el camí passant pel Bressol, un pla just abans de fer el cim, tot seguint el senyals que ens acompanyen des de la sortida i en mitja hora serem a dalt. Hi haurem estat menys de 3 hores, havent fruït de les millors vistes, que hi ha de totes les pujades al Puigmal.

### Ruta des d'Er
Des del vessant nord de la muntanya, just passada l'estació d'esquí Puigmal 2900. S'ascendeix per la vall d’Aiguaneix on podem triar:
- Continuar pujant per la vall fins al coll d’Aiguaneix (2745 m) i caminar en direcció el Pic del Segre. Des d'aquest cim, seguim la carena fins al Puigmal.
- Pujar pel vessant oest del Puigmal.

La baixada la realitzarem en direcció el camí de Fontalba, però en uns 300 metres ens desviem a la dreta per tornar en direcció al cotxe. Una bona opció també per a poder realitzar la ruta amb raquetes.

### Altres rutes
Com que és el cim més concorregut d'aquest sector dels Pirineus, hi ha nombroses rutes excursionistes a peu i amb raquetes de neu que hi accedeixen, com es pot veure també en la nombrosa bibliografia que hi fa referència.